# Myrsine knudsenii
Myrsine knudsenii là một loài thực vật thuộc họ Myrsinaceae. Đây là loài đặc hữu của hòn đảo Kauai ở Hawaii. Chúng hiện đang bị đe dọa vì mất môi trường sống.